# Riz amer
Pour plus de détails, voir Fiche technique et Distribution.

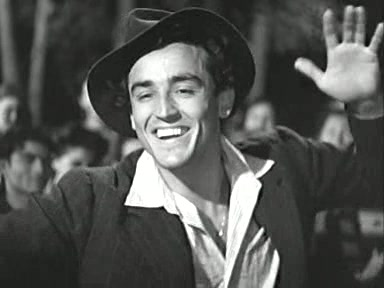
Vittorio Gassman dans une scène du film

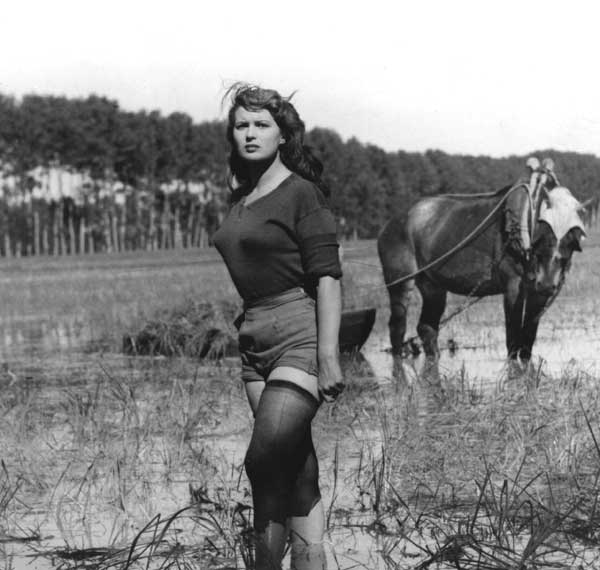
Silvana Mangano dans la rizière

Riz amer (italien : Riso amaro) est un film italien néoréaliste réalisé par Giuseppe De Santis et sorti en salles le 21 septembre 1949 en Italie.

## Synopsis

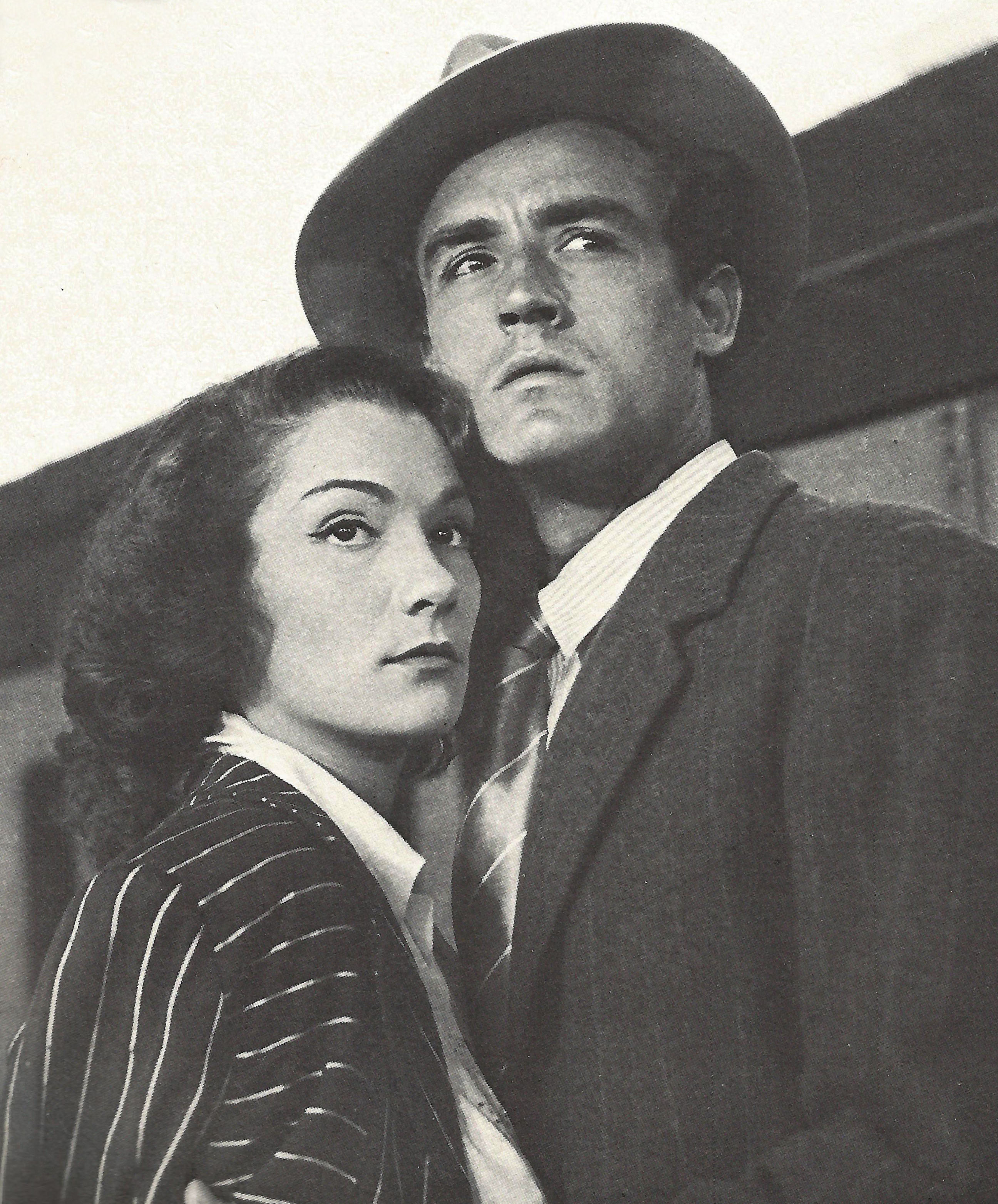
Doris Dowling aux côtés de Vittorio Gassman, 1948.

Francesca (Doris Dowling) et Walter (Vittorio Gassman) sont un couple de jeunes délinquants. Ils viennent de dérober un collier de valeur dans un hôtel. Poursuivis par la police, ils se cachent dans un convoi de mondine en partance pour les rizières de la plaine du Pô. Francesca dissimule le collier que lui a confié Walter. Celui-ci, pensant passer ainsi inaperçu danse avec la jeune Silvana (Silvana Mangano) mais se fait repérer par les policiers et s'enfuit. Dans le train, Silvana est intriguée par Francesca et, pour l'aider, lui fait obtenir un travail de mondina clandestina (sans contrat).
Dans le dortoir, Silvana découvrant le recel de Francesca s'empare du collier à son tour. Pour éliminer Francesca, elle l'accuse d'être une « jaune ». Francesca est sauvée d'un probable lynchage par le sergent Marco Galli (Raf Vallone) qui pacifie les deux fronts opposés. Francesca réussit à entraîner d'autres compagnes irrégulières et à la fin convainc toutes les mondine d'engager une lutte commune pour obtenir d'être toutes embauchées régulièrement.
Silvana se confie finalement à Francesca, lui disant sa fatigue et son écœurement de l'exténuante vie de mondina. Elle lui restitue son butin. Marco a observé la scène. Francesca a fini par tomber amoureuse de lui mais lui s'est maintenant amouraché de Silvana.
L'arrivée de Walter, qui avait attendu au loin que la situation se calme, vient jeter le trouble lors d'une fête. Après avoir « emprunté » à nouveau le collier à Francesca, Silvana danse avec Walter au milieu des mondine et des ouvriers agricoles. Marco, voyant le collier, se dispute avec Silvana et, après avoir arraché le bijou de son cou, en vient aux mains avec Walter.
Walter révèle à Francesca que le collier volé est faux et la laisse là. Il courtise alors Silvana en lui offrant le collier sans lui parler de sa valeur. Éblouie à la perspective de la vie que lui offre Walter, Silvana devient sa maîtresse. La manœuvre de Walter n'est pas innocente : il est de mèche avec trois complices pour dérober la récolte de riz et il s'assure ainsi de l'aide de Silvana. Peu après avoir été couronnée Miss Mondina 1948, Silvana ouvre les vannes et inonde la rizière. Pendant que tous se démènent pour sauver les cultures, Walter peut fuir avec le riz.
Mais Francesca a compris. Réalisant que le vol du riz serait une tragédie pour les mondine, et que cet acte est tout à fait différent que de voler les riches, elle se tourne vers la seule personne susceptible de l'aider, Marco. Marco et Francesca affrontent Silvana et Walter. Les deux hommes se blessent mutuellement et le sort est entre les mains des deux femmes, armées de pistolets : après avoir entendu de la bouche de Francesca que Walter l'a trompée et utilisée, Silvana pointe le pistolet sur lui et fait feu.
En état de choc, vainement retenue par Francesca, Silvana se suicide. Les mondine lui rendent hommage jonchant son corps de riz, pendant que Francesca et Marco partent ensemble dans l'espoir d'un avenir meilleur.

## Fiche technique
- Titre français : Riz amer
- Titre original : Riso amaro
- Réalisation : Giuseppe De Santis
- Scénario : Corrado Alvaro, Giuseppe De Santis, 
Carlo Lizzani, Carlo Musso, Ivo Perilli, Gianni Puccini
- Dialogues : Franco Monicelli
- Photographie : Otello Martelli
- Montage : Gabriele Varriale
- Musique : Goffredo Petrassi et Armando Trovajoli
- Décors : Carlo Egidi
- Costumes : Anna Gobbi
- Production : Dino De Laurentiis
- Pays de production :  Italie
- Langue originale : italien
- Format : Noir et blanc - 1,37:1 - Mono - 35 mm
- Genre : Drame
- Durée : 108 minutes
- Dates de sortie : 
  - Italie : 21 septembre 1949
  - France : 7 octobre 1949
- Affiche : Duccio Marvasi (France)

## Distribution
- Silvana Mangano : Silvana
- Maria Capuzzo : Giulia
- Doris Dowling : Francesca
- Vittorio Gassman : Walter
- Raf Vallone : Marco
- Checco Rissone : Aristide
- Nico Pepe : Beppe
- Adriana Sivieri : Celeste
- Lia Corelli : Amelia
- Maria Grazia Francia : Gabriella
- Dedi Ristori : Anna
- Anna Maestri : Irene
- Mariemma Bardi : Gianna
- Isabella Zennaro : Rosa
- Attilio Dottesio : Bruno
- Mariano Englen : Cesare
- Manlio Mannozzi : Alessandro
- Carlo Mazzarella : Gianetto
- Antonio Nediani : Erminio
- Ermanno Randi

## Tournage
Riz amer fut tourné dans la campagne de la province de Verceil, plus précisément dans la cascina Veneria à Lignana et dans la Tenuta Selve à Salasco. Deux cents mondine, les travailleuses saisonnières des rizières du vercellese, ont participé au tournage, après leurs journées de travail exténuantes.

## Critiques
« Expression immédiate du néoréalisme italien, Riz amer aurait dû accentuer, au-delà d'une quelconque schématisation, une tendance que déjà dans son premier film, Caccia tragica (1947), il avait montré, des caractéristiques difficiles à confondre et, sur beaucoup d'aspects, neuves et originales. La voix de De Santis s'était alors unie, avec certainement un timbre différent et parfois contrastant, à celle d'un Rossellini ou d'un De Sica, dans le petit groupe d'avant-garde du cinéma italien... Riz amer signe au contraire et de manière inattendue un point d'arrêt. Le compromis intervenu ensuite (je ne saurais dire pour quelle raison) a pesé sur le film de manière négative... La déjà complexe et obscure structure idéologique du film se complique ultérieurement et le personnage de Silvana, loin d'éclairer les intentions du réalisateur, embrouille plus encore les idées... Relativement plus limpide, si l'on peut dire, est le personnage de la femme de chambre, la voleuse qui au contact du travail en rizière se crée une nouvelle conscience de la vie et retrouve l'honnêteté perdue, parce qu'elle est l'expression plus directe du credo social de De Santis, grâce aussi aux qualités d'actrice de Doris Dowling qui se distingue nettement du dilettantisme complexe du casting. »

— Fernaldo Di Giammatteo, Bianco e Nero, 12-12-1949.

« Les deux films les plus vus de la semaine : Riz amer et Ambra, ont en commun le type d'héroïne, une fille sans scrupule et décidée à faire carrière à tout prix. Si l'américain Ambra est un film plus grossier que l'italien Riz amer, il est clair que le personnage d'Ambre est plus vrai que celui de Silvana, Riz amer est une œuvre plus artistique, plus riche de ferments vitaux... Ceci dit, il est juste de faire à De Santis quelques reproches. Pourquoi n'a-t-il pas repensé un peu plus son sujet en planquant les souvenirs américains et pourquoi n'a-t-il pas dit au brave Gassman que les fripouilles chez nous sont différentes de ce qu'il croit ? »

— Giorgio Bianchi, Candido, 02-10-1949

## Box-office
Avec 4 846 443 entrées dans les salles italiennes, le film s'est placé en 7e position du box-office Italie 1949. Le film est également un grand succès en France avec 3 118 642 spectateurs.

## Distinctions
Considéré comme le chef-d'œuvre néoréaliste de Giuseppe De Santis, Riz amer fut présenté au 3e festival de Cannes et nommé pour l'Oscar de la meilleure histoire originale en 1951.

## Télévision
Lors de son passage à la télévision française, le 26 mars 1961, ce film est le premier à être diffusé avec le « carré blanc » indiquant que le film n'est pas « tout public », et cela en raison des tenues et du comportement de Silvana Mangano, jugés érotiques.

## Remake
En 1956 sort La Fille de la rizière (La risaia) de Raffaello Matarazzo, présenté comme un remake populaire de Riz amer,.